# La Galga
La Galga es una localidad del municipio de Puntallana, en las isla canaria de La Palma (España). Se encuentra situado entre el Barranco de Los Galguitos al norte y el de Nogales al sur, que los separa del barrio de Los Galguitos, en el municipio de San Andrés y Sauces y de El Granel respectivamente. En épocas de antaño hubo disputas entre los dos municipios colindantes por a quién le pertenecía el territorio.

## Geografía
Una serie de pequeños barrancos divide La Galga en lomos, concentrándose de forma diseminada la población en ellos. Estos lomos son, de norte a sur: Llano Molino o Lomo Llano, Lomo de La Galga o Fuente Pino, Lomo Piñero, Lomo Estrello y El Cabo. Otras entidades de población son El Pósito, Cercado Peñón, San Bartolomé (donde se encuentra la ermita del siglo XVI), Bajamar y La Montaña de La Galga, un magnífico mirador de la zona noreste de la isla.
Las condiciones climáticas del norte de La Palma, así como la abundancia de agua, favorecen la presencia de los cultivos de hortalizas y frutales (principalmente plátano) en el barrio.
La Galga siempre ha sido el pago más populoso de Puntallana, teniendo una personalidad propia y existiendo entre los vecinos la sensación de formar un pueblo distinto al resto del municipio.

## El Cubo

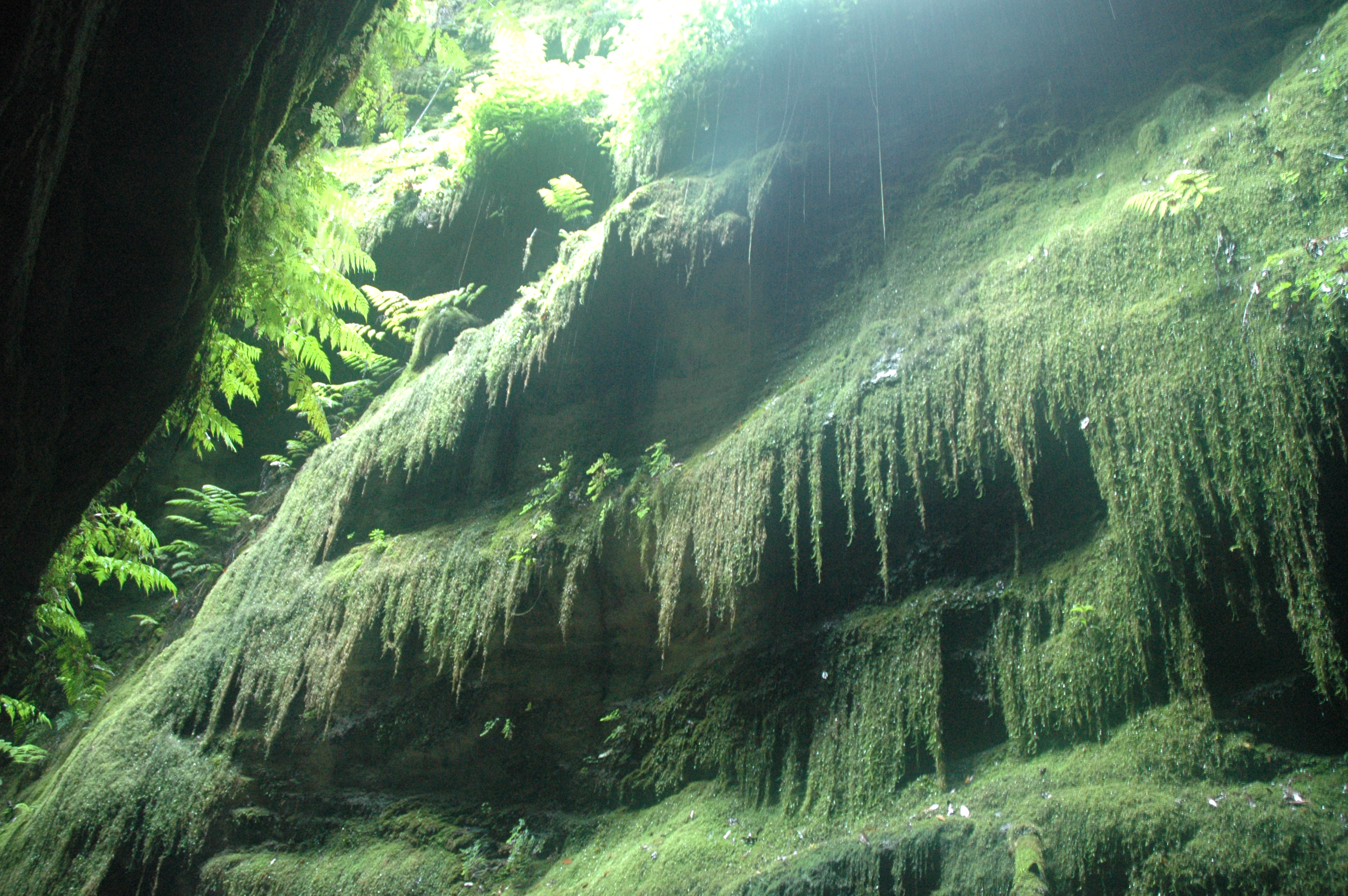
Helechos en el Cubo de La Galga

El Cubo de La Galga es una de las mejores muestras de la laurisilva de Canarias, uno de los rincones boscosos mejor conservados a causa de la preocupación que suscitaba el destacado manantial que existe en el lugar. Situado en el interior del Barranco de La Galga, alberga gran cantidad de flora como helechos, fayas, viñátigos, laureles, acebiños, etc. Destaca por tener el mejor rodal de tiles de la isla, así como la presencia constante de la humedad y de los diversos pájaros que anidan en la zona. Se accede a través de un sendero en el que se puede observar en todo su esplendor. Forma parte del Parque natural de Las Nieves y de la Reserva de la biosfera de La Palma desde 1997.

## Fiestas
En esta localidad se celebran las fiestas en honor a San Bartolomé Apóstol en agosto y de la Virgen de la Piedad en septiembre, ambas organizadas por los propios vecinos. Entre otros actos, las fiestas de San Bartolo incluyen una romería típica canaria de varios kilómetros a la que acuden personas de todos los puntos de la isla. También se realiza la "suelta del perro maldito", en la víspera del 24 de agosto.

## Demografía
| 2002 | 2003 | 2004 | 2005 | 2006 | 2007 | 2008 | 2009 | 2010 | 2011 | 2012 |
| ---- | ---- | ---- | ---- | ---- | ---- | ---- | ---- | ---- | ---- | ---- |
| 546  | 554  | 538  | 544  | 544  | 546  | 562  | 560  | 550  | 534  | 513  |